# Milan Bartovič
Milan Bartovič (né le 9 avril 1981 à Trenčín en Slovaquie) est un joueur professionnel de hockey sur glace.

## Carrière
Évoluant pour l'équipe junior de Trenčín avant de se voir être recruté par les Sabres de Buffalo lors du repêchage de 1999. Bartovič quitte alors son pays natal pour rejoindre la Ligue de hockey de l'Ouest où il s'aligne avec les Americans de Tri-City pour 18 rencontres avant d'être transféré aux Wheat Kings de Brandon. Il restera avec ces derniers jusqu'à ses débuts au niveau professionnel en 2001 où il prend part à six rencontres des Americans de Rochester, le club-école des Sabres dans la Ligue américaine de hockey.
Il doit attendre à la saison 2002-2003 avant de prendre part à un premier match dans la Ligue nationale de hockey et il en profite pour inscrire son premier but en carrière dans cette ligue et ce, qu'en n'ayant prit part à trois rencontres. Bartovič voit ses apparitions dans la LNH augmenter dès la saison suivante avec 23 affrontements.
À l'aube de la saison 2005-2006, les Sabres l'échange aux Blackhawks de Chicago en retour de Michael Leighton. Il partage alors son temps de jeu entre Chicago et leur club affilié dans la LAH, les Admirals de Norfolk.
Au terme de cette saison il repart pour l'Europe en acceptant un contrat avec le Malmö IF de la Elitsérien en Suède mais quitte l'équipe en milieu de saison pour rejoindre le ZSC Lions de la Ligue nationale A en Suisse où il joue quinze rencontres.
Il signe le 8 août 2007 en tant qu'agent libre avec les Thrashers d'Atlanta, mais se voyant incapable de se décrocher un poste avec l'équipe, Milan Bartovič préfère retourner sur le vieux continent et rejoint le HC Bílí Tygři Liberec de la Extraliga en République tchèque.

### Carrière internationale
Au niveau international, il s'aligne à deux reprises avec l'équipe représentant la Slovaquie au Championnat du monde junior de hockey sur glace, soit en 2000 et en 2001. Il prend également part au Championnat du monde de hockey sur glace 2006 se déroulant à Riga en Lettonie où la Slovaquie s'incline en quart de finale face au Canada.

## Statistiques

### En club
| Saison     | Équipe                 | Ligue              |    | Saison régulière | Saison régulière | Saison régulière | Saison régulière | Saison régulière |   | Séries éliminatoires | Séries éliminatoires | Séries éliminatoires | Séries éliminatoires | Séries éliminatoires |
| Saison     | Équipe                 | Ligue              | PJ | B                | A                | Pts              | Pun              | PJ               | B | A                    | Pts                  | Pun                  |                      |                      |
| 1999-2000  | Americans de Tri-City  | LHOu               | 18 | 8                | 9                | 17               | 12               |                  |   |                      |                      |                      |                      |                      |
| 1999-2000  | Wheat Kings de Brandon | LHOu               | 38 | 18               | 22               | 40               | 28               |                  |   |                      |                      |                      |                      |                      |
| 2000-2001  | Wheat Kings de Brandon | LHOu               | 34 | 15               | 25               | 40               | 40               | 6                | 1 | 2                    | 3                    | 8                    |                      |                      |
| 2000-2001  | Americans de Rochester | LAH                | 2  | 1                | 1                | 2                | 0                | 4                | 0 | 1                    | 1                    | 2                    |                      |                      |
| 2001-2002  | Americans de Rochester | LAH                | 73 | 15               | 11               | 26               | 56               | 2                | 0 | 0                    | 0                    | 0                    |                      |                      |
| 2002-2003  | Sabres de Buffalo      | LNH                | 3  | 1                | 0                | 1                | 0                |                  |   |                      |                      |                      |                      |                      |
| 2002-2003  | Americans de Rochester | LAH                | 74 | 18               | 10               | 28               | 84               | 3                | 0 | 0                    | 0                    | 0                    |                      |                      |
| 2003-2004  | Sabres de Buffalo      | LNH                | 23 | 1                | 8                | 9                | 18               |                  |   |                      |                      |                      |                      |                      |
| 2004-2005  | Americans de Rochester | LAH                | 69 | 10               | 18               | 28               | 83               | 9                | 0 | 3                    | 3                    | 22                   |                      |                      |
| 2005-2006  | Blackhawks de Chicago  | LNH                | 24 | 1                | 6                | 7                | 8                |                  |   |                      |                      |                      |                      |                      |
| 2005-2006  | Admirals de Norfolk    | LAH                | 49 | 10               | 14               | 24               | 34               | 3                | 0 | 0                    | 0                    | 8                    |                      |                      |
| 2006-2007  | Malmö IF               | Elitserien         | 24 | 1                | 4                | 5                | 26               |                  |   |                      |                      |                      |                      |                      |
| 2006-2007  | ZSC Lions              | LNA                | 12 | 2                | 3                | 5                | 2                | 3                | 0 | 1                    | 1                    | 0                    |                      |                      |
| 2007-2008  | HC Bílí Tygři Liberec  | Extraliga          | 29 | 4                | 2                | 6                | 22               | 11               | 1 | 1                    | 2                    | 10                   |                      |                      |
| 2008-2009  | HC Bílí Tygři Liberec  | Extraliga          | 36 | 13               | 11               | 24               | 20               | 3                | 0 | 0                    | 0                    | 2                    |                      |                      |
| 2009-2010  | HC Bílí Tygři Liberec  | Extraliga          | 45 | 20               | 15               | 35               | 38               | 14               | 7 | 4                    | 11                   | 4                    |                      |                      |
| 2010-2011  | Atlant Mytichtchi      | KHL                | 23 | 2                | 4                | 6                | 16               | -                | - | -                    | -                    | -                    |                      |                      |
| 2010-2011  | HC Bílí Tygři Liberec  | Extraliga          | 16 | 9                | 3                | 12               | 12               | 7                | 2 | 4                    | 6                    | 6                    |                      |                      |
| 2011-2012  | HC Bílí Tygři Liberec  | Extraliga          | 37 | 16               | 14               | 30               | 54               | 11               | 2 | 4                    | 6                    | 28                   |                      |                      |
| 2012-2013  | HC Slovan Bratislava   | KHL                | 47 | 9                | 8                | 17               | 20               | 4                | 0 | 1                    | 1                    | 2                    |                      |                      |
| 2013-2014  | HC Slovan Bratislava   | KHL                | 54 | 13               | 15               | 28               | 46               | -                | - | -                    | -                    | -                    |                      |                      |
| 2014-2015  | HC Slovan Bratislava   | KHL                | 54 | 10               | 11               | 21               | 22               | -                | - | -                    | -                    | -                    |                      |                      |
| 2015-2016  | HC Slovan Bratislava   | KHL                | 55 | 9                | 31               | 40               | 75               | 3                | 0 | 1                    | 1                    | 2                    |                      |                      |
| 2016-2017  | HC Bílí Tygři Liberec  | Extraliga          | 46 | 11               | 12               | 23               | 26               | 16               | 5 | 2                    | 7                    | 4                    |                      |                      |
| 2017-2018  | HC Bílí Tygři Liberec  | Extraliga          | 19 | 1                | 1                | 2                | 10               | -                | - | -                    | -                    | -                    |                      |                      |
| 2017-2018  | HC Vítkovice           | Extraliga          | 18 | 1                | 4                | 5                | 10               | 4                | 0 | 0                    | 0                    | 4                    |                      |                      |
| 2018-2019  | HC Dukla Trenčín       | Extraliga slovaque | 54 | 15               | 25               | 40               | 40               | 6                | 2 | 0                    | 2                    | 0                    |                      |                      |
| 2019-2020  | HC Dukla Trenčín       | Extraliga slovaque | 45 | 7                | 11               | 18               | 46               | -                | - | -                    | -                    | -                    |                      |                      |
| Totaux LNH | Totaux LNH             | Totaux LNH         | 50 | 3                | 14               | 17               | 26               | -                | - | -                    | -                    | -                    |                      |                      |

### Statistiques en équipe nationale
| Année | Compétition                          |    | PJ | B | A | Pts | Pun | +/-               |  | Résultat |
| 2000  | Championnat du monde moins de 18 ans | 7  | 5  | 2 | 7 | 6   | +3  | Cinquième place   |  |          |
| 2000  | Championnat du monde junior          | 7  | 0  | 2 | 2 | 0   | -3  | Neuvième place    |  |          |
| 2002  | Championnat du monde junior          | 7  | 1  | 2 | 3 | 6   | -3  | Huitième place    |  |          |
| 2006  | Championnat du monde                 | 7  | 2  | 4 | 6 | 8   | +4  | Huitième place    |  |          |
| 2009  | Championnat du monde                 | 6  | 0  | 0 | 0 | 2   | -2  | Dixième place     |  |          |
| 2010  | Championnat du monde                 | 6  | 2  | 2 | 4 | 2   | -1  | Douzième place    |  |          |
| 2012  | Championnat du monde                 | 10 | 3  | 0 | 3 | 6   | -3  | Médaille d'argent |  |          |
| 2014  | Jeux olympiques                      | 4  | 0  | 1 | 1 | 0   | -4  | Onzième place     |  |          |
| 2015  | Championnat du monde                 | 7  | 1  | 0 | 1 | 16  | 0   | Neuvième place    |  |          |

## Transactions
- 1999 ; repĉhé par les Sabres de Buffalo ( 2e choix de l'équipe, 35e au total).
- 4 octobre 2005 ; échangé par les Sabres aux Blackhawks de Chicago en retour de Michael Leighton.
- été 2006 ; signe à titre d'agent libre avec le Malmö IF de la Elitserien en Suède.
- mars 2007 ; signe à titre d'agent libre avec le ZSC Lions de la Ligue nationale A en Suisse.
- 8 août 2007 ; signe à titre d'agent libre avec les Thrashers d'Atlanta de la Ligue nationale de hockey.
- novembre 2007 ; signe à titre d'agent libre avec le HC Bílí Tygři Liberec de la Extraliga en République tchèque.

## Roller in line hockey

### Statistiques en équipe nationale
| Année | Édition | PJ | B | A | Pts | Pun | Résultat      |
| ----- | ------- | -- | - | - | --- | --- | ------------- |
| 2007  | CM      | 4  | 3 | ? | ?   | ?   | 8e de l'élite |

## Référence
1. ↑  (en) Historique du joueur sur http://www.legendsofhockey.net.
2. ↑  (en) « Milan Bartovič hockey statistics & profile », sur The Internet Hockey Database et« Milan Bartovič - Statistiques », sur www.nhl.com.
3. ↑  Lock-out dans la LNH en 2004-2005.